# 21st Century Schizoid Band
21st Century Schizoid Band – brytyjska grupa rockowa założona przez Michaela Gilesa w 2002. Grupa skupiała dawnych członków zespołu King Crimson i w skład repertuaru wchodziły utwory z wczesnego okresu działalności King Crimson, a także duetu McDonald and Giles. Jakko Jakszyk występował jeszcze przed okresem gry w King Crimson, w którym także śpiewa od 2013 roku.

## Dyskografia
Lista według strony zespołu na Discogs:
- Official Bootleg Volume One (2003)
- Live in Japan (2003)
- Live in Italy (2003)
- In Concert (Live in Japan & Italy) (2005)
- Pictures Of A City – Live in New York (2006)
- Live in Barcelona (2024)